# Збірна Острова Мен з футболу
Збірна Острова Мен з футболу — національна збірна, яка представляє Острів Мен на міжнародних турнірах з футболу.